# 亨特斯米爾鎮區 (北卡羅萊納州蓋茨縣)
亨特斯米爾鎮區（英語：Hunters Mill Township）是位於美國北卡羅萊納州蓋茨縣的一個鎮區。

## 地方資料
亨特斯米爾鎮區的面積為180.26平方千米，皆為陸地。根據2020年美國人口普查的數據，當地共有人口744人，而人口密度為每平方千米4.13人。